# Arteria intercostalis suprema

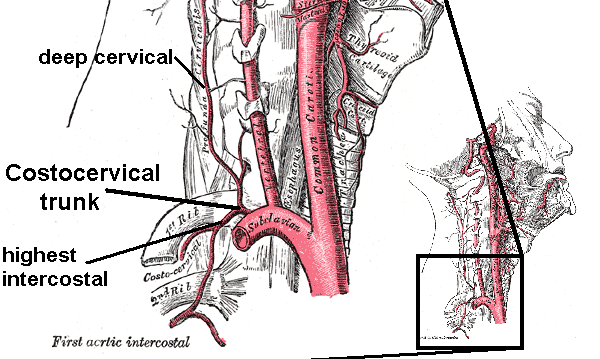
Aufzweigung des Truncus costocervicalis beim Menschen

Die Arteria intercostalis suprema („oberste Zwischenrippenarterie“) ist eine Schlagader der Brustwand. Sie entspringt beim Menschen zumeist aus dem Truncus costocervicalis und speist die ersten beiden hinteren Zwischenrippenarterien (Arteria intercostalis posterior I und II), die im jeweiligen Zwischenrippenraum nach vorn laufen.
Bei den meisten anderen Säugetieren verhält sich die Arterie ähnlich, auch hier entspringt sie entweder aus dem Truncus costocervicalis oder direkt aus der Arteria subclavia oder dem Truncus brachiocephalicus und speist die ersten, bei Tieren als rückenseitige Zwischenrippenarterien (Arteriae intercostales dorsales) bezeichneten Gefäße. Bei Hunden verläuft das entsprechende Blutgefäß dorsal der Rippenhälse, weshalb sie bei diesen Tieren abweichend als Arteria vertebralis thoracica bezeichnet wird.